# Afghanistans ambassad i Oslo
Afghanistans ambassade i Oslo är  Islamiska republiken Afghanistans diplomatiska representation i Norge. Den ligger på Gange-Rolvs gate 5.
Ambassaden etablerades 2004, och är en av de yngsta ambassaderna i Europa.
Ambassaden är belägen i en tegelvilla från 1916 som tidigare (från 1998) tjänade som Indonesiens ambassad.

## Sidoackrediteringar
Vid sidan av Norge är ambassaden ackrediterad till Danmark, Finland och Island.

## Lista över ambassadörer
| Ambassadör       | Från | Till |
| ---------------- | ---- | ---- |
| M.Y. Maroofi     | 2004 | 2007 |
| Jawed Ludin      | 2007 | 2009 |
| Manizha Bakhtari | 2009 |      |